# Джаркимбаєв Абдиш
Абдиш Джаркимбаєв (28 серпня 1913, аул Кереге-Таш Пржевальського повіту Семиріченської області, тепер Ак-Суйського району Іссик-Кульської області, Киргизстан — вересень 1986, місто Фрунзе, тепер Бішкек, Киргизстан) — радянський киргизький партійний діяч, голова Фрунзенського міськвиконкому Киргизької РСР. Депутат Верховної ради Киргизької РСР. Депутат Верховної Ради СРСР 2-го скликання. 

## Біографія
У 1931—1935 роках — завідувач магазину, заступник голови Джергезького сільського споживчого товариства Каракольського району Киргизької АРСР.
У 1935—1937 роках — рахівник колгоспу «Кергеташ» (імені Леніна) Киргизької РСР.
У 1937 році — інструктор виконавчого комітету Каракольської міської ради Киргизької РСР.
У 1937—1939 роках — завідувач фінансового відділу виконавчого комітету Совєтської районної ради Ошської області.
Член ВКП(б) з 1939 року.
У 1939—1940 роках — заступник завідувача відділу кадрів Совєтського районного комітету КП(б) Киргизії Ошської області.
У 1940—1943 роках — заступник завідувача відділу кадрів Ошського обласного комітету КП(б) Киргизії.
У 1943 році — заступник секретаря Ошського обласного комітету КП(б) Киргизії із тваринництва — завідувач відділу тваринництва Ошського обласного комітету КП(б) Киргизії.
У 1943—1945 роках — 2-й секретар Ошського обласного комітету КП(б) Киргизії.
У 1945—1947 роках — 1-й секретар Іссик-Кульського обласного комітету КП(б) Киргизії.
У 1947—1950 роках — слухач Вищої партійної школи при ЦК ВКП(б) у Москві.
У серпні 1950 — 1954 року — 1-й секретар Таласького обласного комітету КП(б) Киргизії.
У 1954—1955 роках — уповноважений Міністерства заготівель СРСР по Киргизькій РСР.
У 1955—1959 роках — голова виконавчого комітету Фрунзенської міської ради депутатів трудящих Киргизької РСР.
У 1959—1961 роках — директор Фрунзенської взуттєвої фабрики, яка будувалася.
У 1961—1975 роках — директор виноградарського радгоспу (винрадгоспкомбінату) імені Крупської Московського району Киргизької РСР.
З 1975 року — персональний пенсіонер союзного значення в місті Фрунзе.
Помер на початку вересня 1986 року після тривалої хвороби в місті Фрунзе (Бішкеку).

## Звання
- молодший політрук запасу

## Нагороди
- орден Вітчизняної війни І ст.
- два ордени Трудового Червоного Прапора
- орден Червоної Зірки
- медалі